# Grammonota maritima
Grammonota maritima là một loài nhện trong họ Linyphiidae.
Loài này thuộc chi Grammonota. Grammonota maritima được James Henry Emerton miêu tả năm 1925.